# 格林伍德 (亞利桑那州)
格林伍德（英語：Greenwood）是位於美國亞利桑那州莫哈維縣的一個非建制地區。該地的面積和人口皆未知。

## 地理
格林伍德的座標為34°30′28″N 113°35′41″W / 34.50778°N 113.59472°W，而該地的平均海拔高度為457米（即1499英尺）。